# Херман Вилхелм Бисен
Херман Вилхелм Бисен (дан. Herman Wilhelm Bissen; Шлезвиг, 13. октобар 1798 — Копенхаген, 10. март 1868) је био дански вајар и један од следбеника Торвалдсеновог класицизма. Израдио је велики број споменика а предавао је на Академији у Копенхагену. Израдио је неколико стотина дела од којих су уметнички најзначајнија мермерна портретна попрсја и скулптуре са животињским мотивима.